# Меликов, Сергей Ервандович
Сергей Ервандович Меликов (род. 14 мая 1954, Москва) — советский хоккеист, нападающий. Мастер спорта СССР международного класса. Российский хоккейный функционер.

## Биография
Воспитанник ЦСКА. В первенстве СССР дебютировал в команде первой лиги СКА МВО Калинин в сезоне 1973/74. Затем играл за «Динамо» Москва (1974/75 — 1976/77), «Крылья Советов» (1977/78 — 1978/79), «Ижсталь» (1979/80 — 1981/82).
Чемпион Европы среди юниоров 1973. Победитель первого неофициального чемпионата мира среди молодёжи 1974.
Серебряный призёр чемпионата СССР 1977, бронзовый призёр 1976, 1978. Обладатель Кубка СССР 1976.
В возрасте 27 лет завершил карьеру из-за травмы. Служил в Советской армии, уволился в звании подполковника. Чемпион мира среди ветеранов в составе ХК «Звёзды России».
С 2000 года работал на административных должностях в «Крыльях Советов». Четыре года работал начальником команды женской сборной России.